# Himachal Pradesh
Himachal Pradesh är en delstat i nordligaste Indien, i de västra delarna av Himalayamassivet. Två tredjedelar av delstatens territorium utgörs av berg (Pir Panjal).

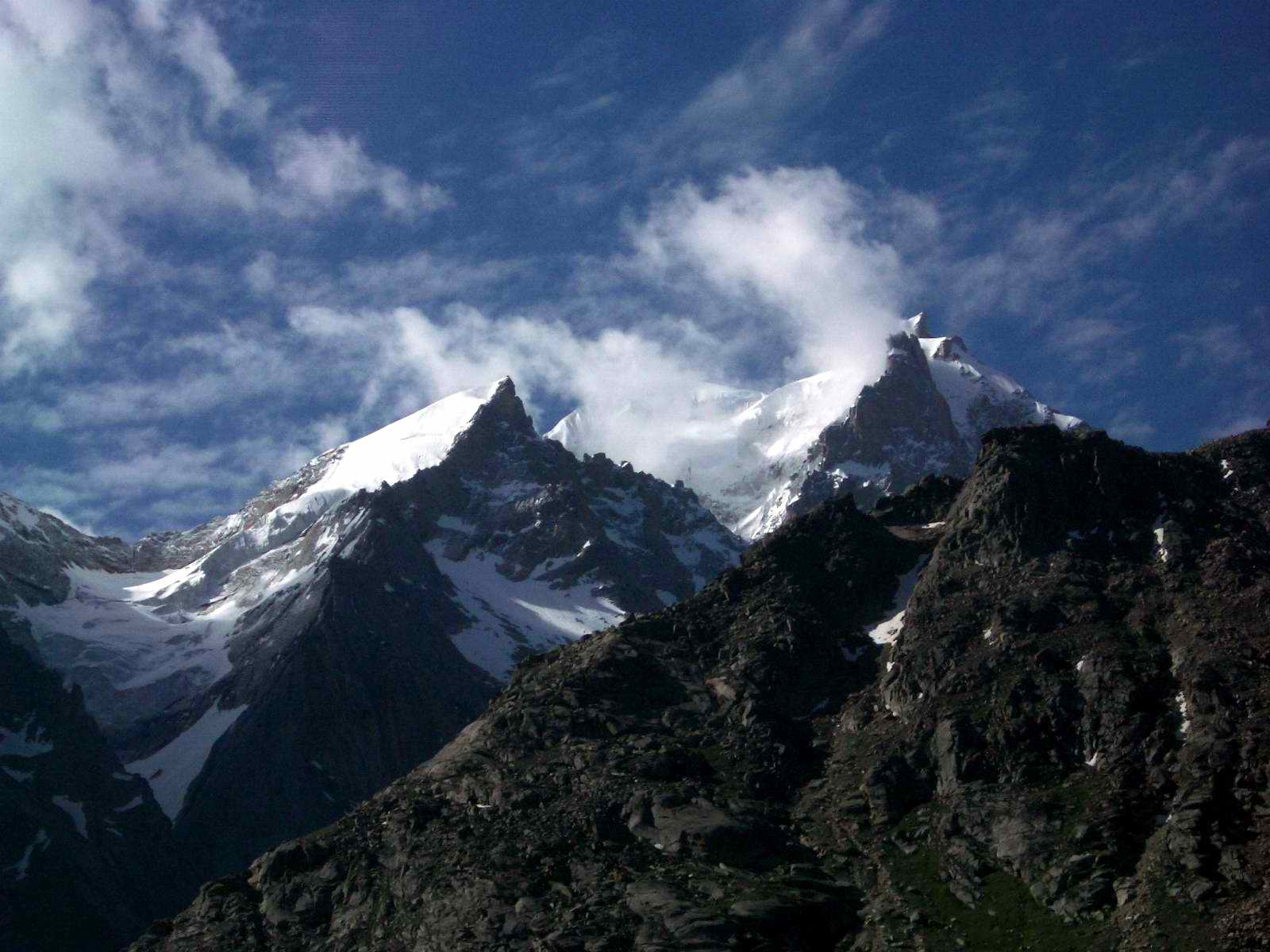
Bergstoppar i Lahul, Himachal Pradesh.

## Historia
Vid sin migration in i området assimilerade arierna det ursprungliga stamfolket Dasas. Under mogulriket slöts överenskommelser mellan härskarna över bergsstaterna vilket lämnade dessa en viss autonomi. När britterna tågade in i området på 1800-talet gjorde de detta genom att militärt besegra de gurkha som sedan blev en viktig beståndsdel i den brittiska armén.
Vid Indiens självständighet ur Brittiska Indien bildades Himachal Pradesh genom sammanförandet av 30 olika furstestater. Status som fullvärdig delstat fick dock inte Himachal Pradesh förrän 25 januari 1971. Dessförinnan räknades det som ett federalt territorium.

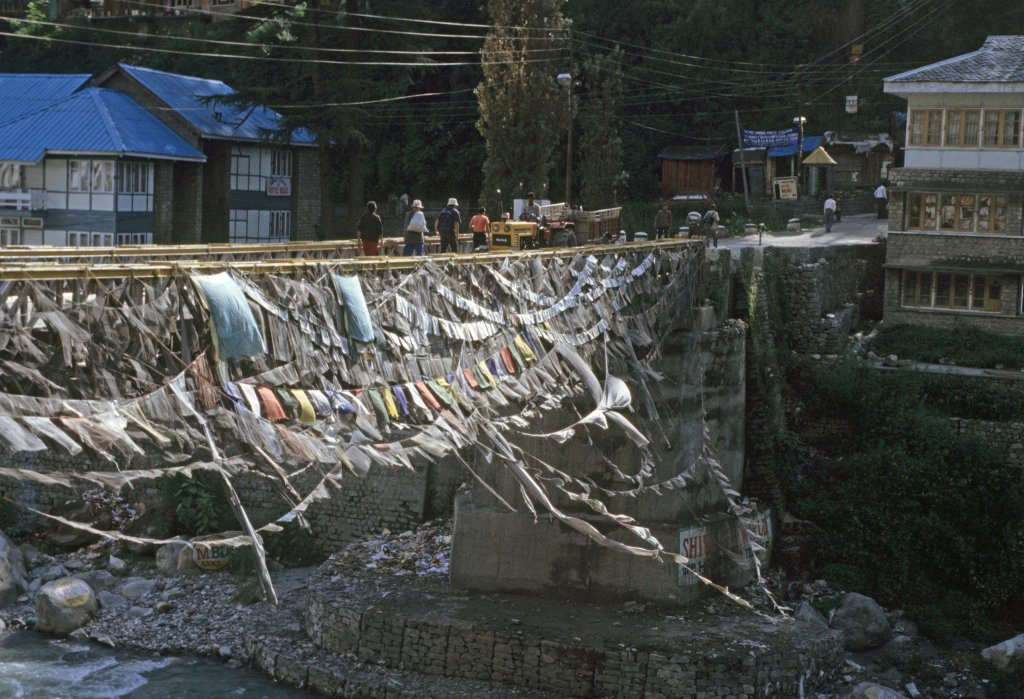
Bro med böneflaggor i Manāli.

## Samhälle

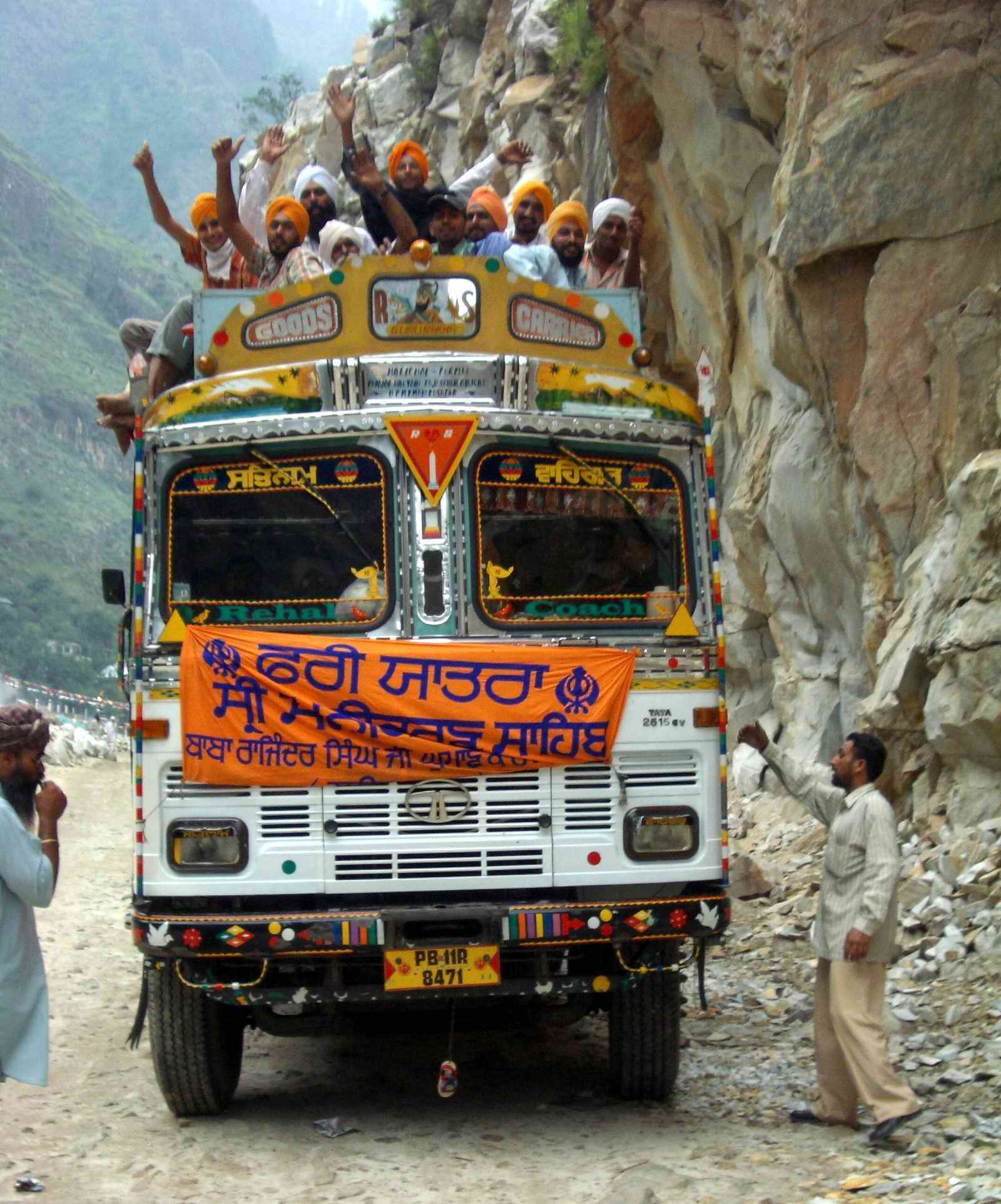
Sikhiska pilgrimer.

De flesta invånarna har sin utkomst från jordbruket, inklusive boskapsskötsel med får och getter. 10,0 procent av delstatens yta är åkermark. Delstaten är en av de fattigaste och minst utvecklade i Indien. Urbaniseringsgraden är 8,7 procent.
Den stora majoriteten (96 procent) är hinduer men det finns också en buddhistisk minoritet, främst i gränsområdena mot Kina, samt sikhism.
I staden Dharamsala finns Dalai Lama, Namgyalkloster och den tibetanska exilregeringen. Totalt finns i delstaten 21 000 tibetanska flyktingar.
Det dominerande språket är hindi som talas av 89 procent av befolkningen; andra stora språk är punjabi (6 procent) och kinnauri (1 procent). 63,9 procent av befolkningen är läskunnig, varav 75,4 procent av männen och 52,1 procent av kvinnorna.